# Lenta.ru
Lenta.ru – jedna z czołowych rosyjskich e-gazet, założonych przez Antona Nosika (ros. Антон Носик) w 1999 roku. Właścicielem gazety jest Rambler Media Group.
Według spółki Alexa.com gazeta Lenta.ru w marcu 2014 roku zajmowała 16. miejsce co do popularności w Rosji. W 2010 roku Uniwersytet Harvarda przeprowadził badanie rosyjskiej blogosfery, które uznało gazetę Lenta.ru za najbardziej cytowane źródło wiadomości w blogach rosyjskojęzycznych. Odwiedzana jest przez ponad 200 milionów osób miesięcznie. Jej właścicielem jest Rambler będący własnością Sbierbanku.
Od 2004 roku redaktorką naczelną była Galina Timczenko, która została zwolniona 12 marca 2014 roku za „niepewną politycznie” postawę. Nowym szefem mianowano prokremlowskiego specjalistę od technologii politycznych Aleksieja Goriesławskiego. Przed tym wydarzeniem Lenta.ru była postrzegana jako niezależne medium w Rosji.

## Kontrowersje

### Zwolnienie Galiny Timczenko
W marcu 2014 Galina Timczenko przeprowadziła wywiad z przywódcą Prawego Sektora Dmytro Jaroszem. Po opublikowaniu artykułu rząd Rosji wystosował ostrzeżenie wobec Lenta.ru, a jej właściciel Aleksandr Mamut zwolnił G. Timczenko i zastąpił ją prokremlowskim redaktorem Aleksiejem Goriesławskim. Był on w przeszłości szefem internetowej gazety Vzglyad i zastępcą jednego z dyrektorów w holdingu Afisha-Rambler-SUP. Następnego dnia bez wyjaśnienia została zwolniona również dyrektorka wykonawcza Julia Minder, która pracowała w Lenta.ru od 1999.
69 pracowników Lenta.ru podpisało się pod publicznym oświadczeniem krytykującym incydent. 39 zrezygnowało z pracy, z czego 32 było redaktorami. Około 20 byłych dziennikarzy tego portalu założyło na Łotwie redakcję portalu Meduza, który został zarejestrowany 4 września 2014. Jego redaktorką naczelną została Galina Timczenko.

### Dzień Zwycięstwaw Rosji w 2022 r.
9 maja na stronie głównej Lenta.ru pojawiło się ponad 40 wiadomości o charakterze wymierzonym przeciwko rządowi rosyjskiemu oraz inwazji Rosji na Ukrainę. Do działania przyznało się dwóch redaktorów portalu Aleksandra Mirosznikowa i Jegor Poliakow. Dziennikarze opuścili Rosję.